# Filip Komorski
Filip Komorski (ur. 27 grudnia 1991 w Warszawie) – polski hokeista, reprezentant Polski.
Wnuk Włodzimierza Komorskiego, hokeisty Legii Warszawa i reprezentanta Polski (podobnie jak dziadek, występuje z numerem 5 na koszulce).

## Kariera klubowa
- Legia Warszawa (2008-2010)
- Powassan Eagles (2010)
- Legia Warszawa (2010-2012)
- HC GKS Katowice (2012-2013)
  -  Polonia Bytom (2012)
- Unia Oświęcim (2013-2015)
- GKS Tychy (2015-2021)
- HC Frýdek-Místek (2021-2022)
  -  HC Oceláři Trzyniec (2022)
- GKS Tychy (2022-)

Wychowanek Legii Warszawa. W 2010 występował w kanadyjskiej drużynie Powassan Eagles, występującej w rozgrywkach Greater Metro Junior A Hockey League (GMJHL). Od maja 2012 związany kontraktem z HC GKS Katowice. Wraz z nim do klubu przeszedł Mateusz Bepierszcz, także wychowanek Legii. Od września 2012 zadebiutowali w Polskiej Lidze Hokejowej sezonu 2012/2013. Zdobywając w 44 meczach łącznie 24 punkty (13 bramek, 11 asyst) Równocześnie obaj na zasadzie przekazania tymczasowo występowali w I-ligowym klubie Polonia Bytom w sezonie 2012/2013. Od maja 2013 zawodnik Unii Oświęcim. W kwietniu 2014 przedłużył kontrakt z klubem. Od maja 2015 zawodnik GKS Tychy.
Pod koniec kwietnia 2021 ogłoszono, że podpisał kontrakt z czeskim ekstraligowym klubem HC Oceláři Trzyniec, obejmujący także możliwość występów ze stowarzyszonym zespołem HC Frýdek-Místek (wraz z nim kontrakt podpisał inny dotychczasowy zawodnik GKS Tychy, Bartosz Ciura, a w tym czasie także inny Polak, Alan Łyszczarczyk). Epizodycznie występował też w Oceláři Trzyniec. Na początku maja 2022 ogłoszono, że został ponownie zawodnikiem GKS Tychy i podpisał z tym klubem dwuletni kontrakt. Latem 2022 został wybrany kapitanem drużyny.

## Kariera reprezentacyjna
W barwach reprezentacji Polski do lat 18 uczestniczył w turnieju mistrzostw świata juniorów do lat 18 w 2009 (Dywizja I). W barwach reprezentacji Polski do lat 20 uczestniczył w turnieju mistrzostw świata juniorów do lat 20 w 2011 (Dywizja II).
W seniorskiej kadrze zadebiutował 8 lutego 2015 w wygranym 4:0 meczu przeciwko Rumunii rozgrywanym w ramach turnieju EIHC w Toruniu. Uczestniczył w turnieju mistrzostw świata edycji 2018 (Dywizja IA), 2019, 2022 (Dywizja IB), 2024 (Elita).

## Sukcesy
Reprezentacyjne
- Awans do mistrzostw świata I Dywizji Grupy A: 2022

Klubowe
- Superpuchar Polski: 2015, 2018, 2019, 2023 z GKS Tychy
- Trzecie miejsce w Superfinale Pucharu Kontynentalnego: 2016 z GKS Tychy
- Srebrny medal mistrzostw Polski: 2016, 2017, 2023 z GKS Tychy
- Puchar Polski: 2016, 2017, 2022, 2023, 2024 z GKS Tychy
- Finał Superpucharu Polski: 2017 z GKS Tychy
- Złoty medal mistrzostw Polski: 2018, 2019, 2020[16], 2025 z GKS Tychy
- Brązowy medal mistrzostw Polski: 2021, 2024 z GKS Tychy

Indywidualne
- I liga polska w hokeju na lodzie (2011/2012):
  - Drugie miejsce w klasyfikacji strzelców: 22 gole[17].
- Polska Hokej Liga (2017/2018):
  - Zwycięski gol w meczu przesądzającym o mistrzostwie Polski (29 marca 2018 przeciw Tauron KH GKS Katowice)[18]
- Mistrzostwa Świata w Hokeju na Lodzie 2019/I Dywizja:
  - Pierwsze miejsce w klasyfikacji strzelców turnieju: 6 goli[19]
  - Drugie miejsce w klasyfikacji kanadyjskiej turnieju: 7 punktów[20]
- Turniej kwalifikacyjny do zimowych igrzysk olimpijskich 2022 – Grupa D:
  - Zwycięski gol w meczu: Polska – Białoruś 1:0 (26 sierpnia 2021)[21][22]
- Mistrzostwa Świata w Hokeju na Lodzie 2022 (I Dywizja)#Grupa B:
  - Drugie miejsce w klasyfikacji strzelców turnieju: 4 gole[23]
  - Czwarte miejsce w klasyfikacji kanadyjskiej turnieju: 6 punktów[24]
  - Piąte miejsce w klasyfikacji skuteczności wygrywanych wznowień: 60,56%[24]
  - Piąte miejsce w klasyfikacji +/− turnieju: +7[25]
- Puchar Polski w hokeju na lodzie 2023:
  - Zwycięski gol w dogrywce finału GKS Tychy - JKH GKS Jastrzębie (3:2)[26]